# Levuka
Levuka a Fidzsi-szigetek Ovalau szigetén fekvő város, ahol 1822-ben egy amerikai felfedező telepedett le. Az amerikai polgárháború idején gyapottermesztéséről vált ismertté. 1874-ben Fidzsi fővárosa lett, amikor Fidzsi angol gyarmattá vált, a címet azonban 1882-ben Suva vette át tőle. A város 2013-ban felkerült az UNESCO Világörökség listájára.
Lakossága 4397 fő (2007).

## Képek

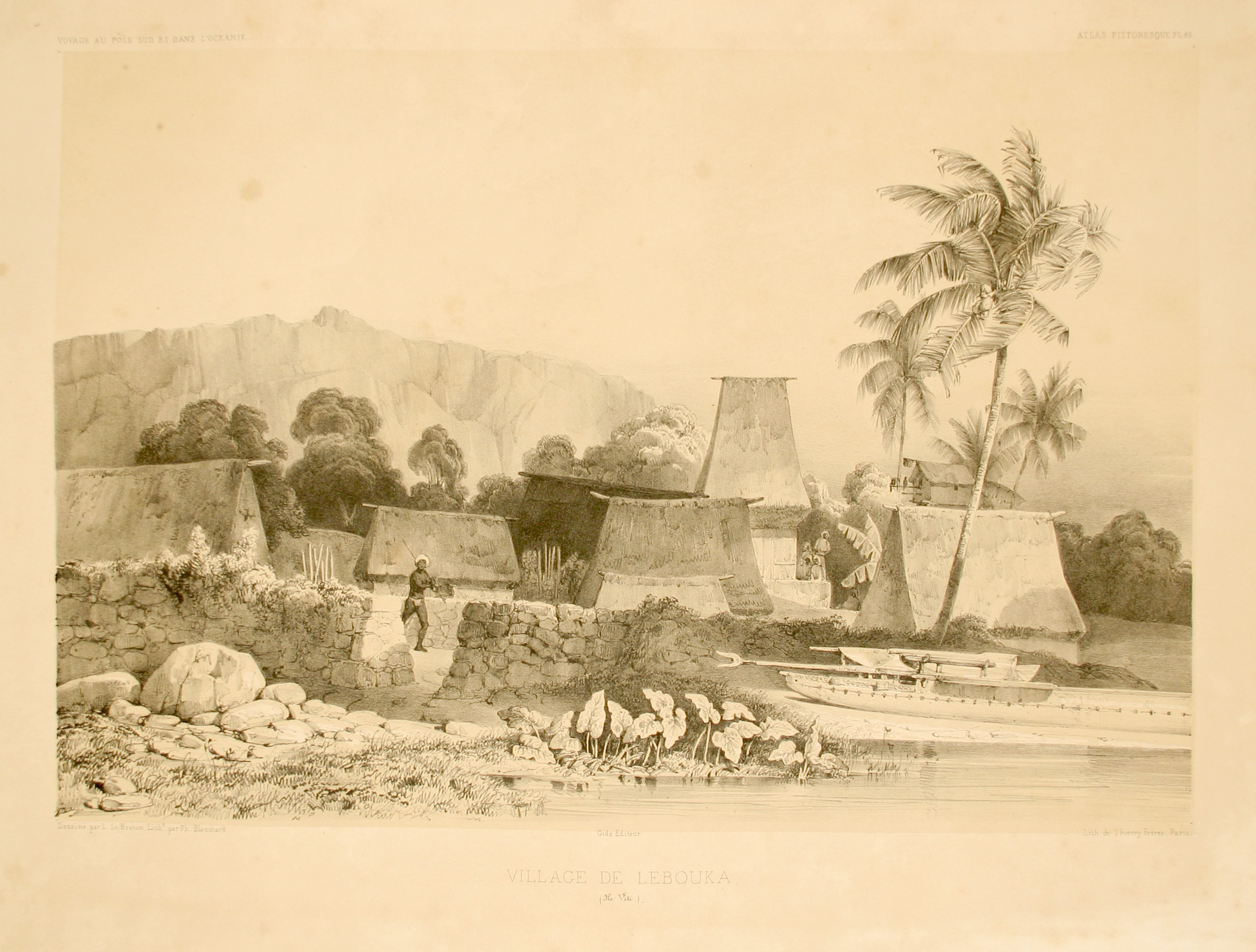
Levuka 1839-ben
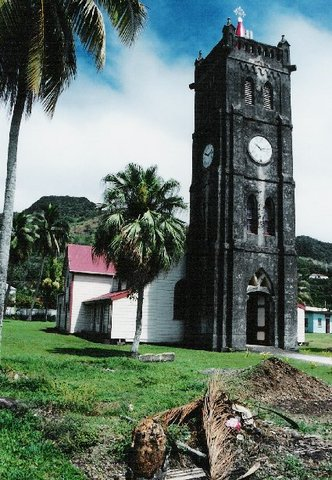
Sacred Heart Church